# Adalard le Sénéchal
Pour les articles homonymes, voir Adalard, Alard et Sénéchal (homonymie).
Adalard,, ou Alard, Adalhard, dit le Sénéchal, (mort après 865), était un noble carolingien, fils du comte de Paris Leuthard Ier de Fézensac. Rattaché aux Girardides, il est le frère de Gérard II de Paris (ou Girart de Roussillon).
Il fut sénéchal de l'empire carolingien sous le règne de Louis le Pieux mais, à la fin de la vie de ce dernier, il prit le parti des enfants de l'empereur contre leur père, puis celui des fils cadets Louis le Germanique et Charles le Chauve contre leur aîné Lothaire Ier. Il incita d'ailleurs Charles le Chauve à épouser Ermentrude d'Orléans, fille de sa sœur Engeltrude de Fézensac et du comte Eudes d'Orléans.
Après le partage de l'empire en 843, au traité de Verdun, il suivit Louis le Germanique en Francie Orientale.
Compromis en 861, lors de la révolte de Carloman de Bavière contre son père, il s'enfuit de Germanie avec ses parents Udo, Bérenger et l'abbé Waldo pour se réfugier à la cour de Charles le Chauve, qui leur donna la marche de Neustrie, avec la mission de la défendre contre les Normands.
Mais cette faveur suscita la jalousie des Rorgonides, puissamment implantés dans le Maine, qui se révoltèrent et se rallièrent à Salomon de Bretagne. Afin de ramener la paix, Charles le Chauve retira la marche de Neustrie à Adalard et à ses cousins pour le donner au rorgonide Gauzfrid du Maine.

## Descendance
D'une épouse restée inconnue, il eut trois enfants :
- Étienne ;
- Une fille, fiancée en 865 à Louis III le Jeune, fils de Louis II le Germanique ;
- Adalhard[3], comte de Metz († 890).

## Sources
- Pierre Riché, Les Carolingiens, une famille qui fit l'Europe, Paris, Hachette, coll. « Pluriel », 1983 (réimpr. 1997), 490 p. (ISBN 2-01-278851-3, présentation en ligne).
- Hubert Guillotel, « Une autre marche de Neustrie », dans Onomastique et Parenté dans l'Occident médiéval, Oxford, Linacre College, Unit for Prosopographical Research, coll. « Prosopographica et Genealogica / 3 », 2000, 310 p. (ISBN 1-900934-01-9), p. 7-13.